# Країна ледарів (картина)
«Країна ледарів» (нід. Luilekkerland, досл. «Ліниво-солодка країна») — картина фламандського художника Пітера Брейгеля Старшого. Картина «Країна ледарів» є прикладом гострої сатири, спрямованої Брейгелем на нідерландське суспільство передреволюційних шістдесятих років. У лівому куті можна прочитати підпис художника і дату — 1567 рік.

## Сюжет
Як і багато інших робіт Брейгеля, ця картина теж має в своїй основі прислів'я — нід. Geen ding is er gekker dan lui en lekker (дослівно: немає нічого більш безглуздого, ніж ледачий ласун). «Країна ледарів» — казкова країна, країна з молочними ріками і кисільними берегами, широко поширена в багатьох казках країн Європи. Віршований виклад казки про вигадану країну нероб був зроблений Гансом Саксом і з'явився в 1536 році в Нюрнберзі. Можливо, саме він послужив основою для прозової інтерпретації цієї казки, виданої в Антверпені в 1546 році і має багато спільного із сюжетною канвою картини Пітера Брейгеля. Головні персонажі — представники станів, лицар, солдат, селянин і школяр. Моралізуючо-дидактичний сенс твору абсолютно чіткий і зрозумілий — гостро глузливе засудження людського неробства та лінощів. Але навряд чи картина створена як ілюстрація до казки, її задум здається набагато ширшим, має певну спрямованість, гостре жало, що вражає бездіяльність та інертність суспільства, відданого порожнім мріям про добробут.

## Країна ледарів
Щоб потрапити в країну ледарів, потрібно було проїсти прохід в горі з каші, зображеної на картині в правому верхньому куті. Той, хто потрапив до неї, одразу помічає смажене порося, яке бігає з ножем у спині, тин з ковбаси, покритий пирогами дах куреня і незліченну безліч інших ласощів. На порозі куреня лежить з відкритим ротом людина, яка щойно потрапила у країну, чекаючи, що їй до рота влетить смажений голуб.
У центрі картини лежать, розпластавшись навколо дерева, немов спиці колеса, три людини, які досягли межі своїх бажань. По одягу і предметам що їм належать, у них можна розпізнати селянина, солдата і вченого або, можливо, священика.
Про казкову ситість, яку Пітер Брейгель зобразив у 1567 році на своїй картині, в той час не могло бути й мови. Герцог Альба увійшов на чолі іспанських військ в Нідерланди. На картині зображена не більше ніж утопія безтурботного життя. Чудова по своїй простоті композиція в центрі картини, що символізує колесо фортуни, лише підсилює це враження. Одночасно відчувається і деяка іронія від того, що відбувається, адже обжерливість і лінощі вважались вадами у всі часи.